# Don Carlos (Filipinas)
Don Carlos  es un municipio filipino de primera categoría, situado al norte de la isla de Mindanao. Forma parte de  la provincia toin Bukidnon situada en la Región Administrativa de Mindanao del Norte en cebuano Amihanang Mindanaw, también denominada Región X. 
Para las elecciones está encuadrado en el tercer distrito electoral.

## Barrios
El municipio  de Dangcagán se divide, a los efectos administrativos, en 29 barangayes o barrios, conforme a la siguiente relación:

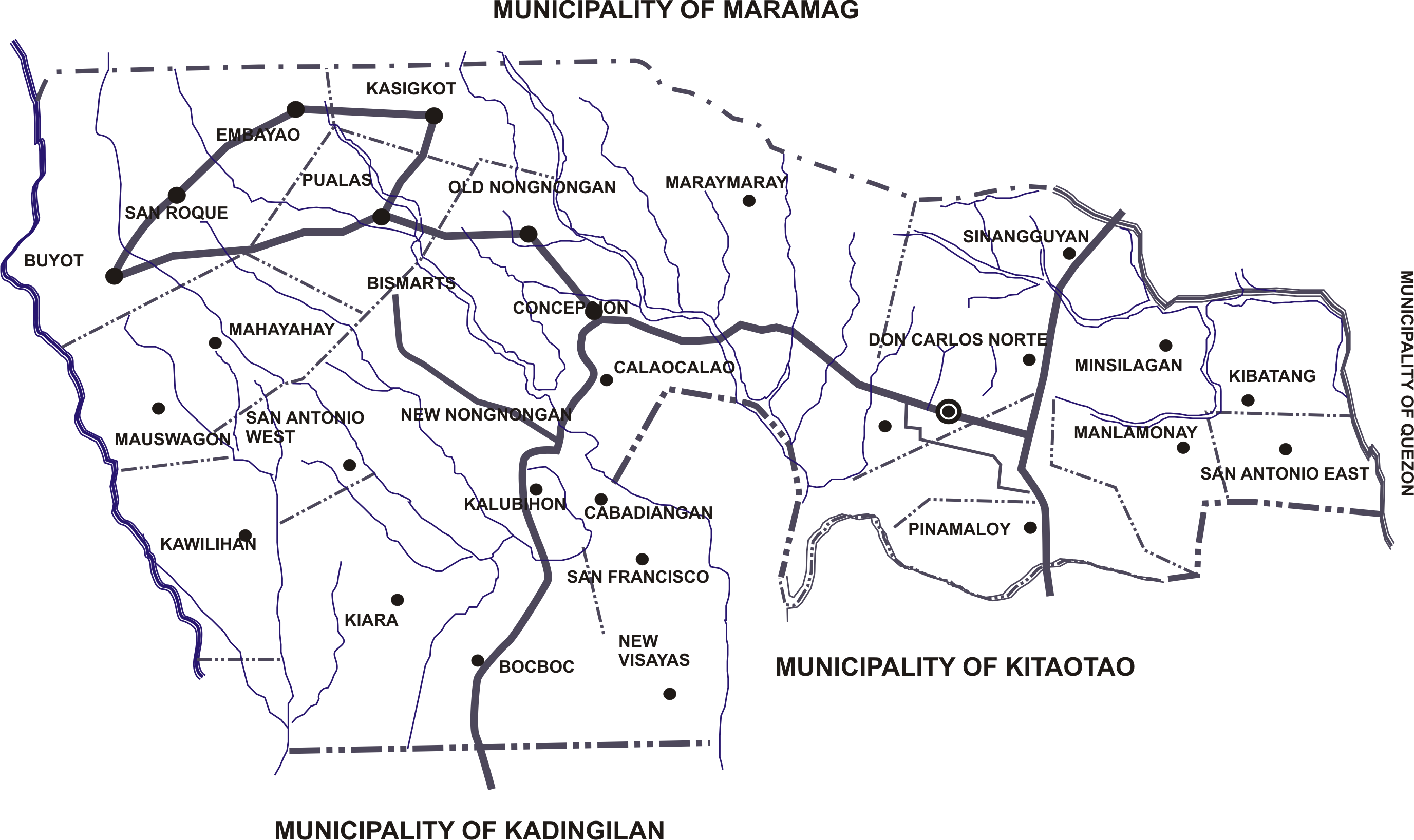
Mapa político de Don Carlos.

| - Calao Calao - Cabadiangan - Bocboc - Buyot - Don Carlos Norte - Embayao - Kalubihon - Kasigkot | - Kawilihan - Kiara - Kibatang - Mahayahay - Manlamonay - Maraymaray - Mauswagon - Minsilagan | - Nuevo Nongnongan (Masimag) - Nuevas Visayas - Nongnongan Antiguo - Pinamaloy - Don Carlos del Sur (Población) - Pualas | - San Antonio del Este - San Antonio del Oeste - San Francisco - San Nicolas de Banbán - San Roque - Sinangguyan - Bismartz |  |

## Historia
Las primeras personas que se asentaron en este lugar fueron  Datu Andarol, su esposa Ba-e Mahanu, y su hijo Datu Mangginayun.
El manobo Datu Andarol funda el pueblo de Minduso. 
A la llegada de los españoles, Datu Andarol fue sucedido por su hijo Datu Mangginayun, que convertido al cristianimos fue bautizado con el nombre de Antonio: Datu 'Mangginayun' Antonio Sagandilan.
Una vez suscrito el tratado de paz en Tikalaan, los españoles llegaron a Cagayán de Oro donde establecieron el gobierno local.

### Influencia española
La provincia de Misamis, creada en 1818,   formaba  parte del Imperio español en Asia y Oceanía (1520-1898). Estaba dividida en cuatro partidos.

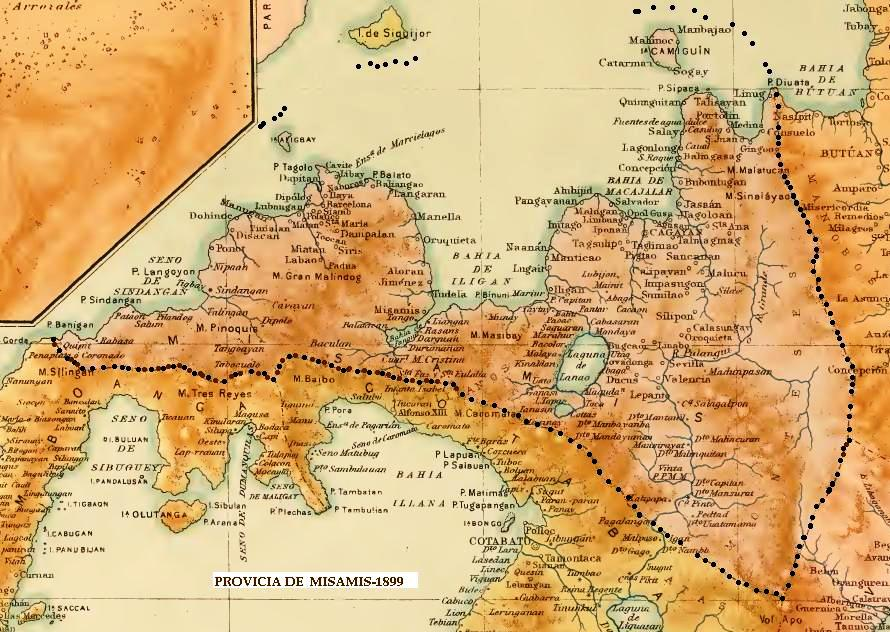
El distrito 2.º de Misamis en 1899

A principios del siglo XX la isla de Mindanao se hallaba dividida en siete distritos o provincias, uno de los cuales era el distrito 2.º de Misamis, su capital era la villa de Cagayán de Misamis y del mismo dependía la comandancia de Dapitan.

### Ocupación estadounidense
Una vez pacificado el territorio, el gobierno civil de la  provincia de Misamis fue establecido el 15 de mayo de 1901 incluyendo la subprovincia de Bukidnon.

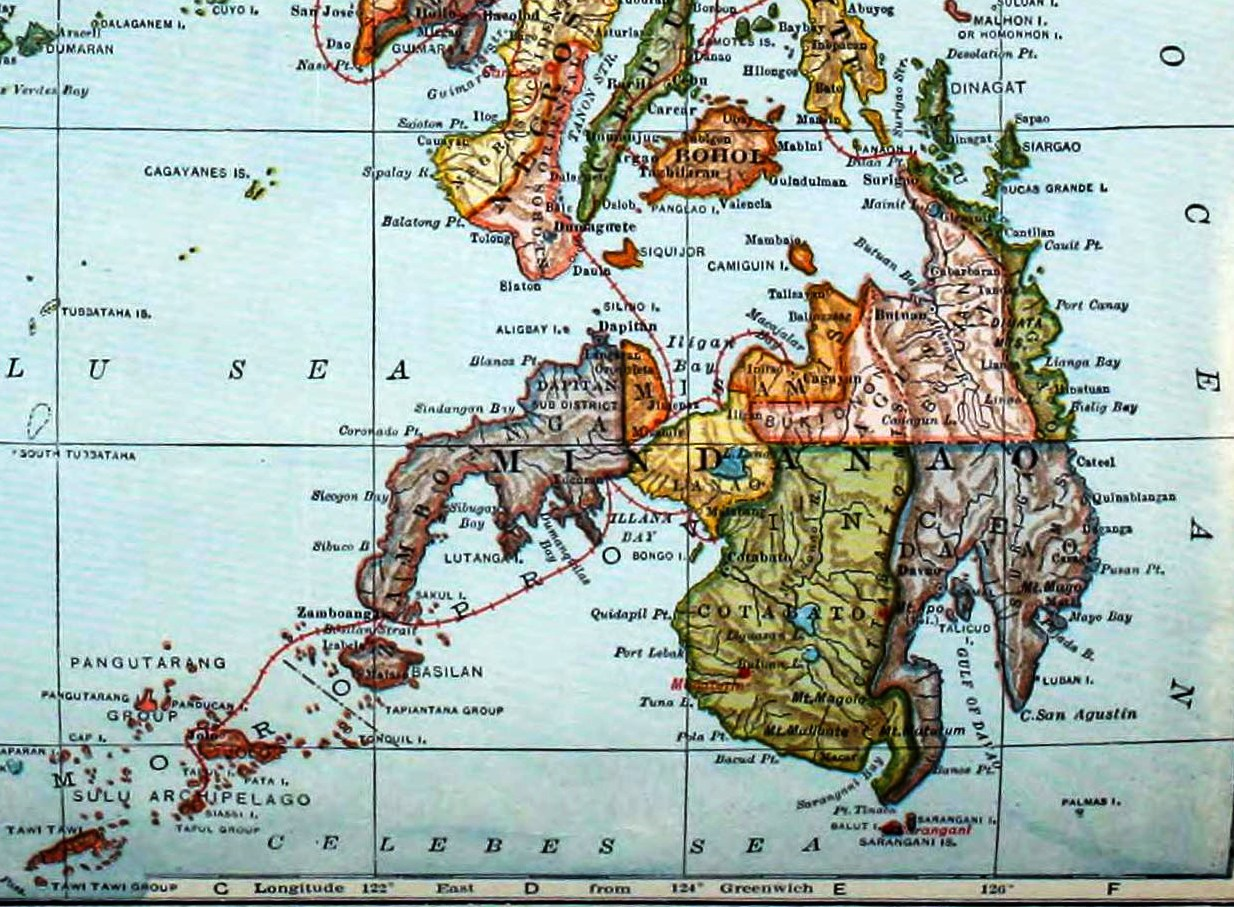
Mindanao en 1921.

El territorio situado al sur del paralelo 8 pasa a formar parte de la provincia de Cotabato.
En septiembre de 1914, al crearse el Departamento de Mindanao y Joló , Bukidnon  se convierte en una de sus siete provincias.
Maramag fue uno de los nueve distritos municipipales de esta provincia, tal como figura en la División Administrativa de Filipinas de 1916 y también en el plano del censo de 1918.

### Independencia
El municipio de  Maramag data de 1 de julio de 1956, cuando los distritos municipales de Baungón, Kibawe, Libona y Sumilao, todos en la provincia de Bukidnon, quedan convertidos en municipios regulares.
El 18 de junio de 1966 los barrios de Sinanguyan, Don Carlos del Norte, Don Carlos del Sur, Kalao-kalao, New Nongnongan (Masimag), Upper Bokbok, Kalubihon, Kiara, Kawilihan, Old Nongnongan, Pualas, Pinamaloy, Manlamunay, Minsalagan y Kibatang, hasta ahora pertenecientes al municipio de Maramag, quedan separados para formar el nuevo municipio de Don Carlos, con la sede del gobierno en el barrio de Don Carlos del Sur.